# Schlacht von Alamana
1821

Walachischer Aufstand – Kalamata – Navarino – Patras – Salona – Livadeia – Lalas – Samothraki – Monemvasia – Alamana – Valtetsi – Doliana – 1. Akropolis – Gravia – Drăgășani – Grana – Vasilika (Thessaloniki) – Sculeni – Vasilika (Fthiotida) – Tripoli
1822–1824

Akrokorinth – Chalandritsa – Chios – Naoussa – Chios – Peta – Kompoti – Dervenakia – Agionori – Nauplia – 1. Missolonghi – Karpenisi – 2. Missolonghi – Kasos – Psara – Samos – Gerontas
Griechische Bürgerkriege 1823–1825
Ägyptische Intervention

Kremmydi – Andros – Sphacteria – Maniaki – Myloi – Alexandria – Kakosalesi – Kleisova – 3. Missolonghi – Kastraki – Mani – Varnakova – 2. Akropolis – Arachova – Kamatero – Phaleron
Intervention der Großmächte

Volos – Itea – Mega Spilaio – Navarino – Morea-Expedition – Chios-Expedition – Mortino – Koronisia – Petra
Seeschlachten sind in kursiv
Die Schlacht von Alamana (griechisch: Μάχη της Αλαμάνας), am 22. oder 23. April 1821, zählt zu den prägenden Momenten der Griechischen Revolution gegen die osmanische Fremdherrschaft. Der historische Schauplatz befindet sich etwa drei Kilometer von den Thermopylen entfernt, einem Ort, der für zahlreiche Schlachten gegen verschiedene Invasoren, darunter die Perser, Osmanen und Bulgaren, bekannt ist.
Die Schlacht von Alamana gilt als erste griechische Niederlage der Revolution.

## Historischer Hintergrund
Am 25. März 1821 eroberte Giannis Gouras Galaxidi. Zwei Tage später, am 27. März, begannen die Männer von Dimitrios Panourgias mit der Belagerung der Festung von Salona (Amfissa). An diesem Tag wurde auch die Revolution im Osten Zentralgriechenlands, Böotien, offiziell ausgerufen, als Diakos und Bischof Issaias zusammen mit zwei weiteren Bischöfen die Revolutionäre im Kloster des Heiligen Lukas vereidigte. Dies geschah nach vorheriger Absprache mit den Athenern und den Achaiern, die bereits eine Woche zuvor rebelliert hatten. Am 28. März fiel Lidoriki, als Dimos Skaltsas die Stadt eroberte.
Im April 1821 griff der revolutionäre Aufstand im Westen und Osten Zentralgriechenlands sowie auf dem Peloponnes um sich. Nachdem Diakos die Erlaubnis des Woiwoden von Livadia Hassan Aga erhalten hat, gelingt es ihm 5.000 Einwohner unter dem Vorwand zu rekrutieren, den Partisanenführer Odysseas Androutsos zurückzuschlagen. Athanasios Diakos spielte eine führende Rolle beim Ausbruch der Revolution in der Region Zentralgriechenland und dem Peloponnes und eroberte neben Livadia auch Städte wie Thiva und Atalandi. Kurz darauf erobert er auch die Festung von Boudunitsa (heute Mendenitsa). Das Verwaltungszentrum Zitouni (Lamia) blieb jedoch unerreicht, da der Kotzabaside und Armatole aus Patratziki (Ypati), Mitsos Kontogiannis den Aufstand für verfrüht hielt und sich nicht daran beteiligte.

Die Flagge des Kontingents von Athanasios Diakos zeigt die Aufschrift 'Freiheit oder Tod' (griechisch: 'Ελευθερία ή Θάνατος'). Im Zentrum ist der heilige Georg im Kampf gegen den Drachen abgebildet.

Nach der Einnahme von Livadia durch griechische Kämpfer am 1. April 1821 plante Hurschid Pascha, der sich in Epirus aufhielt um den im Autonomiestreben aufständischen Ali Pascha zu bestrafen, einen Vergeltungsschlag, um die Kontrolle über Roumeli (Zentralgriechenland) zurückzugewinnen und einen Vorstoß auf den Peloponnes zum belagerten Tripoli zu ermöglichen.
Am 10. April, dem Ostersonntag, fiel schließlich die Festung von Salona (Amfissa). Issaias eilte daraufhin nach Zitouni (Lamia), um sich mit Athanasios Diakos und Ioannis Diovouniotis zu treffen.
Um die Ausbreitung des Aufstandes zu verhindern, entsandte Hurschid Pascha, der osmanische Kommandant (Mora-Valesi) des Peloponnes, die Generäle Omer Vrioni und Kiose Mehmed aus Thessalien. Ihre Aufgabe war es, die Revolte zu unterdrücken und in Richtung Peloponnes vorzurücken. Die osmanischen Truppen (bestehend aus Türken und Albanern), mit rund 8000 Infanteristen und 800 bis 900 Kavalleristen, schlugen am 17. oder 18. April bei Leianokladi, einige Kilometer von Lamia entfernt, ihr Lager auf.
Die Situation für die rebellischen Griechen ist kritisch. Am 20. April 1821 treffen sich die lokalen Anführer im Dorf Kampotades, um Maßnahmen zu ergreifen. Nach ursprünglichen Plänen sollten zwei Befestigungen bei Gorgopotamos eingerichtet werden, um die strategische Kontrolle über die Region zu sichern. Panourgias und Diakos argumentierten jedoch, dass die beiden Straßen, die nach Lokris und Böotien führten, sowie die Straße nach Phokis, unbedingt besetzt werden müssten, um eine effektive Verteidigung zu gewährleisten. Nach längeren Diskussionen stimmte auch Diovouniotis diesem Plan schließlich zu. Sie entscheiden, die Übergänge des Flusses Alamana (Sperchios) zu sichern, indem sie ihre 1500 Männer strategisch aufteilen. Ziel ist es, den Türken den Weg nach Salona (Amfissa) zu versperren und ihre Verbindung nach Livadia abzuschneiden.
Der griechische Widerstand wurde von Athanasios Diakos und Vasilis Bousgos organisiert und sie teilten die Truppen wie folgt auf: Ioannis Diovouniotis sicherte mit 400 Mann (aus der Umgebung) die Brücke von Gorgopotamos, Dimitrios Panourgias mit 600 Mann (aus Amfissa) das Dorf Mustafabey (Herakleia) sowie die Höhen von Chalkomata und Athanasios Diakos mit 500 Mann (aus Livadia) die Holzbrücke von Alamana. Mit dieser Aufteilung wollten sie die strategisch wichtigen Übergänge über den Fluss Alamana (Sperchios) absichern. So versuchten sie auch, die beiden Straßen zu kontrollieren, von denen die eine nach Phokis und Lokris, die andere nach Böotien führt.

## Verlauf der Schlacht
Am Morgen des 22. oder 23. April starteten die osmanischen Streitkräfte, die ihr Lager in Leianokladi errichteten, einen großangelegten Angriff auf alle Verteidigungsstellungen der Griechen. Die griechischen Aufständischen hatten bis zu diesem Zeitpunkt nicht genug Zeit um sich ausreichend zu befestigen.
Die osmanischen Truppen begannen ihren Angriff mit der Kavallerie, was aufgrund des Geländes zu ihrem Vorteil war. Daraufhin zog sich der griechische Kommandant Diovouniotis in die höhere Dema-Stellung zurück, um sich vor der Kavallerie zu schützen.
Diakos eroberte mit 300 Mann das Gebiet in der Mitte zwischen dem Damastas-Kloster und der Brücke, um die Straße zu den Thermopylen zu kontrollieren. In der Zwischenzeit eroberten die Offiziere von Diakos, Kalyvas und Bakogiannis, zusammen mit Anagnostis Kalpouzos die Brücke mit einigen Männern.

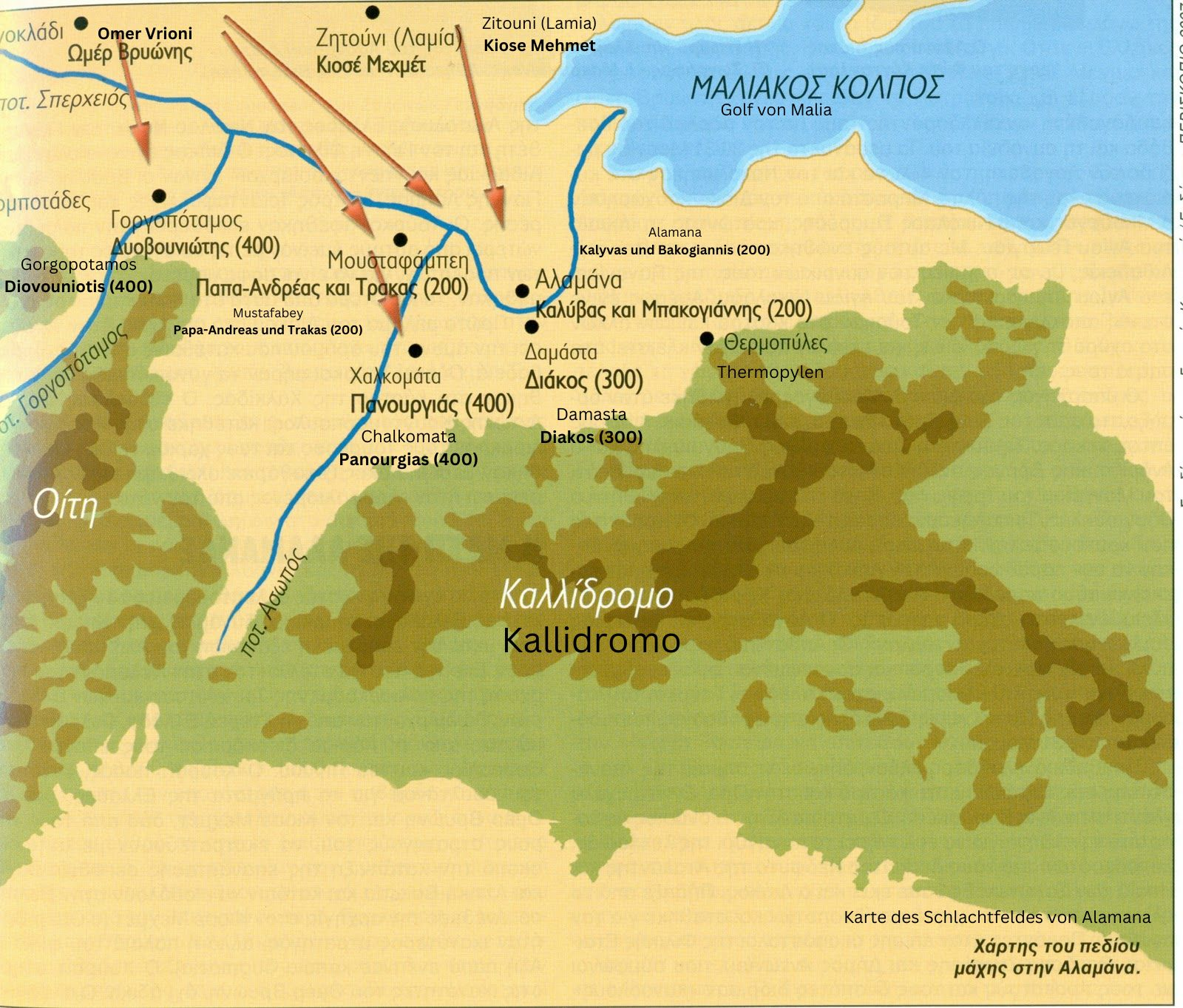
Die Karte des Schlachtfeldes von Alamana

Panourgias konzentrierte sich mit Bischof Issaias und 400 Mann bei der Absicherung auf Chalkomata und im Dorf Mustafabey (Herakleia) verschanzten sich nun 200 Griechen unter der Führung von Komnas Trakas (aus Parnass).
Vrioni näherte sich dem Dorf Mustafabey (Herakleia), fand jedoch die griechischen Truppen gut verschanzt in den Häusern, der Kirche und der Mühle. Er entschied sich, den Angriff nicht fortzusetzen und teilte seine Truppen in drei Teile auf: Der erste griff in Chalkomata an, der zweite bei Alamana, und der dritte besetzte die umliegenden Hügel, um den sich zurückziehenden Griechen eine Falle zu stellen. Diese Taktik verhinderte, dass Diovouniotis von seiner Stellung in Dema aus Hilfe leisten konnte.
Nachdem sich Omer Vrioni von Chalkomata zurückgezogen hatte, schickte er mehrere Männer unter der Führung von Hassan Tomaritsas und Mehmet Tsaparis nach Mustafabey (Herakleia), um dort strategische Positionen zu besetzen. Anschließend vereinigte er seine Streitkräfte mit Kiose Mehmed, der inzwischen aus Lamia eingetroffen war. Gemeinsam stellten sie eine Streitmacht von etwa 8.000 Mann auf, die gegen die nur 400 bis 500 Kämpfer von Diakos bei Alamana antrat.
Von den griechischen Kämpfern waren etwa 200 an der Brücke und im Hani (χάνι: ein traditionelles Gasthaus oder eine Karawanserei) stationiert. Das Hani wurde von Kalyvas und Bakogiannis zusammen mit zwei weiteren Männern verteidigt. Diese eroberten es später zurück und informierten Diakos, um die osmanischen Truppen für einen Moment aufzuhalten und ihren Vormarsch zu verzögern. Dies verhinderte, dass die gesamte feindliche Streitmacht sofort auf Diakos traf. Trotz des zahlenmäßigen Nachteils leisteten die griechischen Kämpfer erbitterten Widerstand. Besonders heftige Kämpfe ereigneten sich nun auch an der Brücke von Alamana, wo viele griechische Kämpfer nach schweren Verlusten den Rückzug antraten.
Nach zwei Angriffen, bei denen Panourgias schwer verwundet wurde, zogen sich die Griechen zum Kallidromo zurück, wo sie in einen Hinterhalt gerieten. Unter den Toten war auch der Bischof von Amfissa, Issaias (* 1769), der von den Osmanen durch Köpfung hingerichtet wurde.

Die Moral der Einheit von Diovounitis sank erheblich, als wichtige Kämpfer schnell fielen, worauf sich ebendiese schließlich zurückzog. Die osmanische Kavallerie holte sie jedoch ein und brachte ihnen schwere Verluste ein.

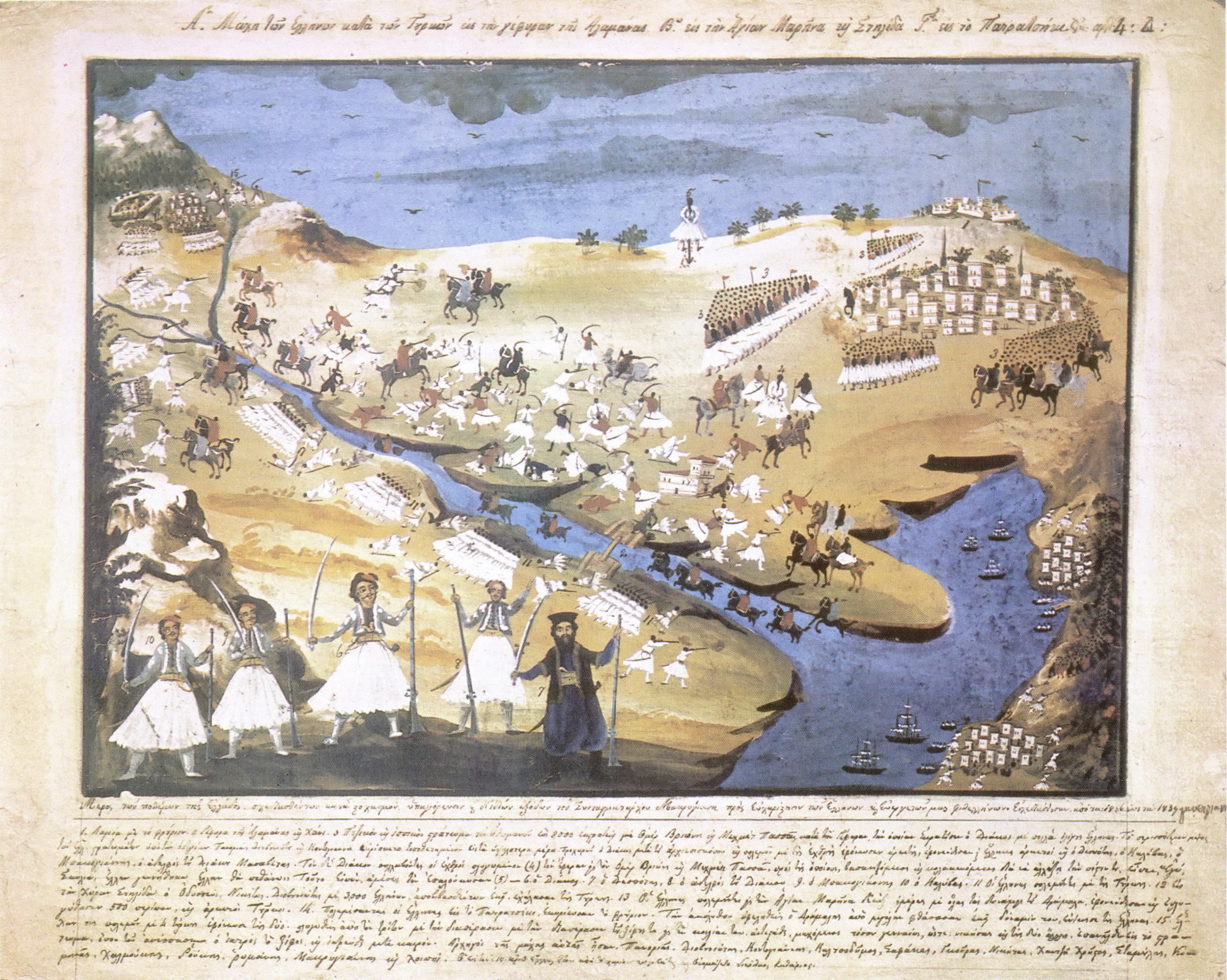
Die Schlacht von Alamana, Agia Marina und Parakitsi auf einer Abbildung von Panagiotis Zografos nach der Beschreibung von Ioannis Makrygiannis.

Diakos führte den Kampf an der Spitze seiner Truppen. Der Widerstand der Griechen war von Beginn an ungleich, da die osmanischen Truppen zahlenmäßig überlegen waren. Einer nach dem anderen fielen die griechischen Kämpfer. Vassilis Bousgos forderte Diakos mehrfach auf, sich zurückzuziehen, doch dieser lehnte ab. Als sein Stallknecht Bismirigos ihm sein Pferd Astero brachte, um die Flucht zu ermöglichen, antwortete Bousgos, dass Diakos nicht weggehen werde. Während die Truppen von Panourgias und Diovouniotis den osmanischen Angriffen von Omer Vrioni nicht standhalten konnten, setzten Diakos und seine 48 Getreuen ihren Widerstand gegen die Truppen von Kiose Mehmed an der Holzbrücke von Alamana fort. Viele ihrer Waffen waren durch den intensiven Gebrauch unbrauchbar geworden. Die osmanischen Truppen setzten ihren Angriff unermüdlich fort. Im Verlauf des Gefechts fiel Diakos' Bruder Mitsos an seiner Seite. Diakos zog sich hinter dessen Leichnam zurück und setzte den Kampf fort. Schließlich gelang es Diakos, sich mit zehn Überlebenden auf einen Felsvorsprung zurückzuziehen. Dort kämpften sie mit Messern und Pistolen weiter. Die letzten seiner Gefährten wurden getötet, mit Ausnahme von Bousgos, dem es gelang, den feindlichen Linien zu entkommen. Während des Gefechts zerbrach Diakos´ Schwert, und eine Kugel traf ihn an der rechten Schulter, mit der er eine Pistole hielt. Schwer verwundet wurde er nach stundenlangen Nahkämpfen von fünf feindlichen Soldaten überwältigt und gefangen genommen.
Als Kalyvas und Bakogiannis, die sich in der Nähe der Brücke aufhielten, keine weiteren Verbündeten mehr erblickten, öffneten sie die Tür des Hani, um die Lage zu überblicken. Dabei sahen sie die osmanische Prozession, die Diakos mit sich führte. Die beiden versuchten, ihn mit gezückten Schwertern zu befreien, wurden jedoch von den osmanischen Truppen getötet. Damit endete die Schlacht.

## Folgen der Schlacht

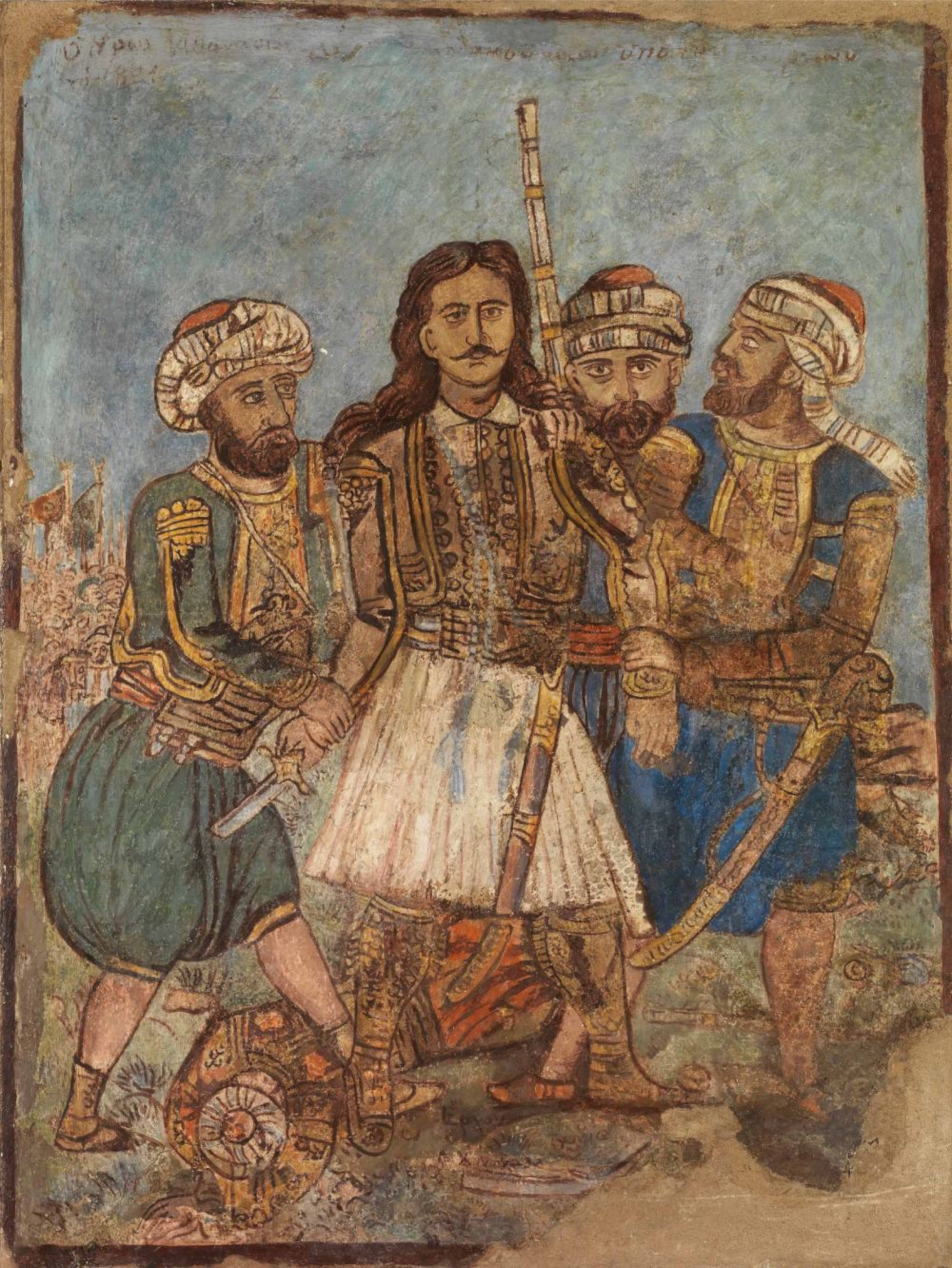
Der verwundete und gefangengenommene Athanasios Diakos mit seinem zerbrochenen Schwert, dargestellt in einem Gemälde von Theofilos Chatzimihail aus dem Jahr 1931. Werk aufbewahrt in: Hochschule der Bildenden Künste Athen.

Diakos wurde nach Lamia gebracht, und nachdem er von den Osmanen zum Überlaufen und Konvertieren aufgefordert worden war, lehnte er ab und erklärte:

„Ich wurde als Grieche geboren und werde als Grieche sterben.“

Daraufhin wurde er durch Pfählung hingerichtet. Berichten zufolge soll er auf dem Weg zu seiner Hinrichtung oder in seinen letzten Momenten Lieder gesungen haben, die den griechischen Aufstand gegen die osmanische Herrschaft thematisierten, folgende Worte gelten als seine Letzten:
„Was für ein Moment, den der Tod für mich ausgesucht hat, um zu sterben. Überall sprießt Frühlingsgras und die Zweige blühen. Sieh nur, zu welcher Zeit Charon beschlossen hat, mich zu nehmen, jetzt, wo die Zweige blühen und die Erde Gras sprießt.“
Eine populäre Überlieferung besagt, dass Diakos auch über einem Feuer geröstet wurde. Diese Darstellung wird jedoch durch eine andere mündliche Überlieferung in Frage gestellt, nach der er am nächsten Tag von einem griechischen Rebellen aus Barmherzigkeit getötet wurde, da er sich nach der Pfählung in einem Zustand befand, in dem er dem Tod nahe war.
Sein Tod wurde von Zeitgenossen als Symbol für die Härte der osmanischen Herrschaft wahrgenommen und soll viele Griechen inspiriert haben, den Kampf fortzusetzen.
Insgesamt starben an diesem Tag rund zweihundert griechische Kämpfer, hundertfünfzig oder fünfhundert osmanische Kämpfer, und viele weitere wurden verwundet. Der osmanische Vormarsch nach Böotien konnte nicht verhindert werden.
Während der Schlacht bei Alamana brach eine 1000 Mann starke Expeditionstruppe aus Livadia auf, um Diakos zu verstärken. Als die Truppe den Ort Dadi (Amphikleia) erreichte, wurden die führenden Kommandanten über die Entwicklungen in Alamana informiert, darunter auch die Gefangennahme von Athanasios Diakos. Diese Nachricht sorgte für große Besorgnis unter den lokalen Führern (Kotzabasiden). Die Partisanenführer und Ältesten von Dadi entschieden sich daraufhin, Vasilis Bousgos, der sich in der Nähe aufhielt, mit der Nachfolge von Diakos sowie der Führung der Truppe zu betrauen. Das von Bousgos kommandierte Korps lagerte zunächst in den Gebieten Nevropolis und Eleftherochori. Aufgrund von Angriffen der osmanischen Streitkräfte unter Omer Vrioni war die Truppe jedoch gezwungen, ihre Stellungen bald wieder aufzugeben.
Obwohl die beiden Paschas auf diesem Schlachtfeld siegreich waren, gelang es ihnen später nicht, ihre strategischen Ziele zu verwirklichen. Die Verzögerung bei Alamana verschaffte Odysseas Androutsos ausreichend Zeit, den Widerstand in der Karawanserei von Gravia vorzubereiten und dort einen entscheidenden Sieg bei der Schlacht von Gravia zu erringen.
Weiterhin verschaffte die Schlacht von Alamana Theodoros Kolokotronis den passenden Zeitpunkt, um die Schlacht von Valtetsi zu gewinnen, während Vrioni am 7. Mai einen erneuten Feldzug von Lamia aus begann.

## Andenken

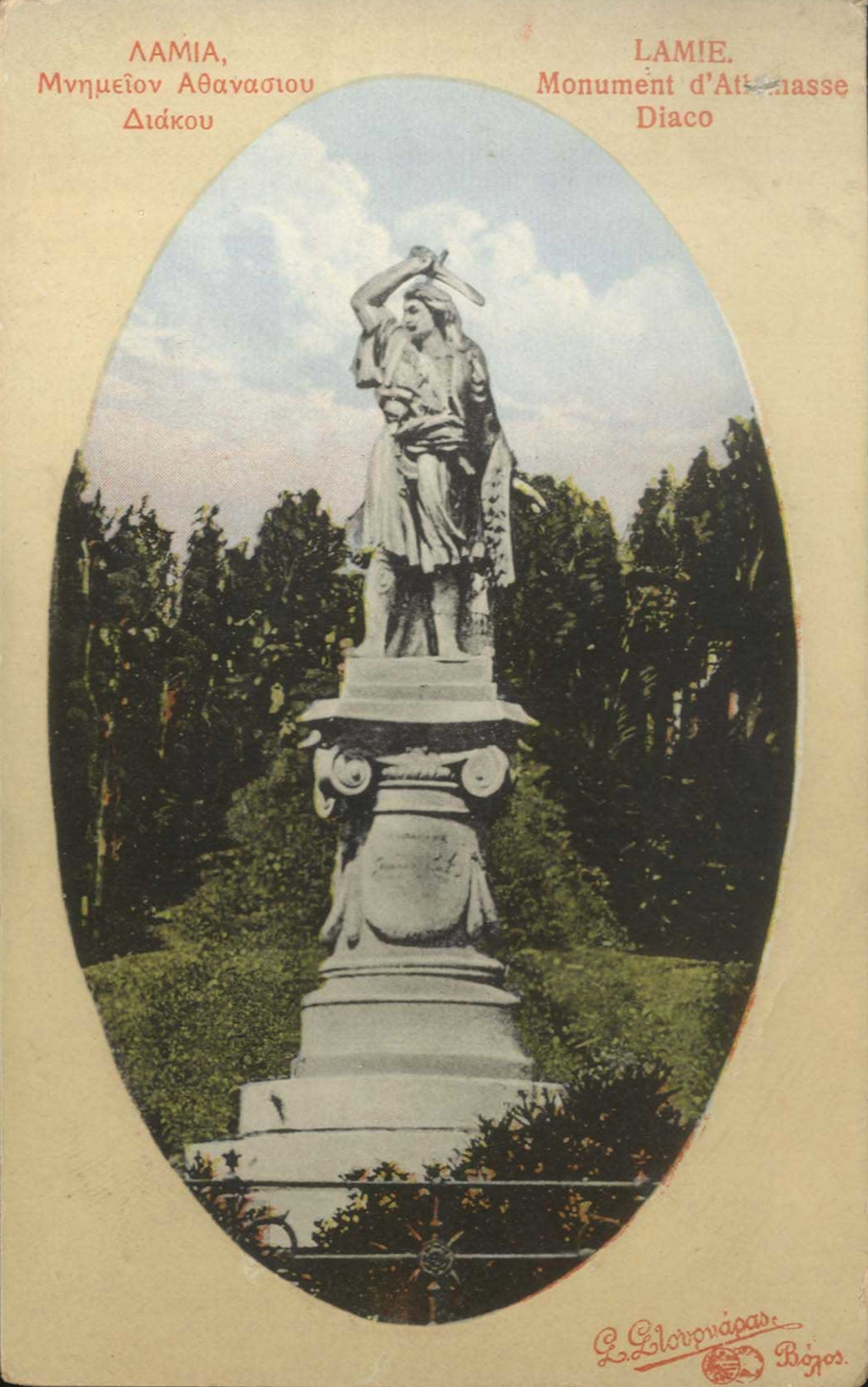
Statue des Diakos´ in Lamia. Werk von Stefanos Stournaras (1920).

Trotz der Niederlage hinterließ die Opferbereitschaft von Athanasios Diakos einen bleibenden Eindruck und wurde zu einem wichtigen Symbol für den griechischen Unabhängigkeitskampf, er wird mithin als Figur des griechischen Patriotismus verehrt. Athanasios Diakos blieb als Märtyrer und Nationalheld des Unabhängigkeitskampfes im kollektiven Gedächtnis verankert.
An der Stelle der Schlacht erinnert ein kunstvolles Mosaik an den Einsatz von Athanasios Diakos.